# Бердибяково
Бердибяково (тат. Бирдебәк) — деревня в Рыбно-Слободском районе Республики Татарстан. Входит в Козяково-Челнинское сельское поселение.

## География
Расположено на реке Шумбутка, в 46 километрах к северо-востоку от посёлка городского типа Рыбная Слобода.

## История
Известна с периода Казанского ханства. В XVIII — первой половине XIX века жители относились к сословию государственных крестьян. Занимались земледелием, разведением скота.  
В «Списке населенных мест по сведениям 1859 года», изданном в 1866 году, населённый пункт упомянут как казённая деревня Бердебяковы Челны 2-го стана Лаишевского уезда Казанской губернии. Располагалась при реке Шумбуте, по правую сторону торговой Ногайской дороги, в 75 верстах от уездного города Лаишево и в 27 верстах от становой квартиры в казённом селе Карабаяны (Богородское). В деревне, в 40 дворах жили 290 человек (139 мужчин и 151 женщина), была мечеть.
В начале XX века кроме мечети здесь действовали водяная мельница, 2 красильных заведения, 2 крупообдирки, 3 мелочные лавки. В этот период земельный надел сельской общины составлял 470 десятин. С 1909 года действовала одноклассная школа Братства святителя Гурия.
До 1920 года деревня входила в Шумбутскую волость Лаишевского уезда Казанской губернии. С 1920 года в составе Лаишевского кантона Татарской АССР. С 14.02.1927 в Рыбно-Слободском, с 10.02.1935 в Кзыл-Юлдузском, с 26.03.1959 в Рыбно-Слободском, с 01.02.1963 в Мамадышском, с 12.01.1965 в Рыбно-Слободском районах. 
В 1931 году в деревне был организован колхоз. С 1996 года сельскохозяйственный кооператив «Чишмэ». С 1999 года сельскохозяйственный кооператив «Победа».

## Население
| 1782 | 1859 | 1897 | 1908 | 1920 | 1926 | 1938 | 1958 | 1970 | 1989 | 2000 | 2002 | 2010 | 2020 |
| ---- | ---- | ---- | ---- | ---- | ---- | ---- | ---- | ---- | ---- | ---- | ---- | ---- | ---- |
| 24   | 290  | 489  | 549  | 655  | 577  | 520  | 326  | 359  | 204  | 179  | 165  | 126  | 110  |

Национальный состав села — татары.

## Экономика
Жители работают преимущественно в крестьянских (фермерских) хозяйствах. 

## Инфраструктура
Клуб, библиотека, фельдшерско-акушерский пункт. 

## Религия
Мечеть (с 2017 г.). 
Религиозный состав села: татары-мусульмане — 83%, кряшены — 17%.